# 地獄 (キリスト教)

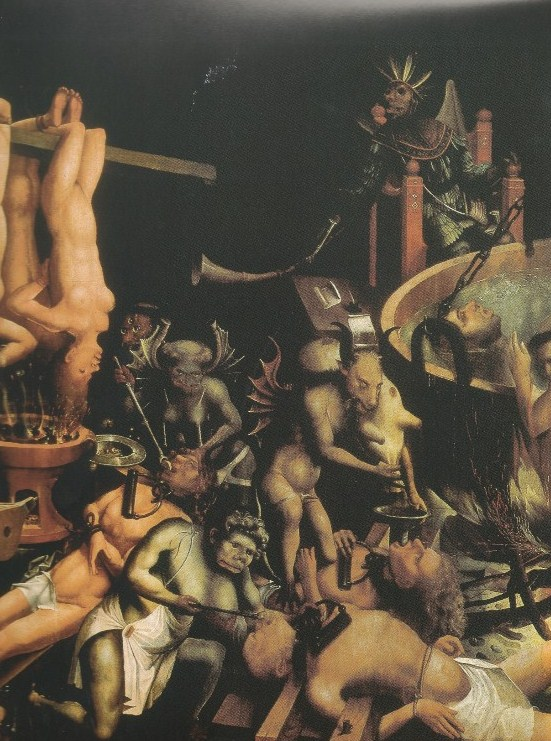
ヒエロニムス・ボスによる地獄の描写の詳細（16世紀）

地獄（じごく、英語: hell）ではキリスト教における地獄について詳述する。
旧約聖書や新約聖書まで、地獄に関する内容が数十箇所に現れる。ギリシャ語聖書の記事中に、「地獄」と訳されることがある語彙は、「ゲヘンナ」（γεεννα、現代ギリシャ語ではゲエンナ）と「ハデース」（ᾍδης、現代ギリシャ語ではアディス）の2種類がある。欽定訳聖書（英語）においては "hell" がいずれに対しても訳語として用いられていて訳し分けられていない。日本語訳聖書においては、この2種類はギリシャ語原文に従って訳し分けられる傾向がある。
最終的な永遠の地獄(ゲヘナ)と、不信仰な死者が最後の審判を待つ黄泉(ハデス)は区別されている。
この2種類の語彙・概念をどの程度違うものとして捉えるかは、教派・考え方によって異なっていて、聖書中の訳語も異なる場合がある。本記事では、この2種類の語彙をいずれも扱うが、教派ごとに地獄についての理解が異なるため、概念概要と語義について詳述したのち、教派ごとの理解に移る。

## 概念
キリスト教での地獄は一般的に、死後の刑罰の場所または状態、霊魂が神の怒りに服する場所とされる。
他方、地獄を霊魂の死後の状態に限定せず、愛する事が出来ない苦悩・神の光に浴する事が出来ない苦悩という霊魂の状態を指すとし、この世においても適用出来る概念として地獄を理解する見解が正教会にある。この見解はドストエフスキーの『カラマーゾフの兄弟』に登場するゾシマ長老の台詞にもみえる。地獄を死後の場所に限定せず、霊魂の状態として捉える理解は、楽園が霊魂の福楽であると捉える理解と対になっている。

## 語義・訳語

### ギリシャ語における二つの語彙の概念差
ギリシャ語においては、英語で "hell" と訳される語彙として、γέεννα（古典ギリシャ語再建音：ゲヘンナ、現代ギリシャ語転写：ゲエンナ）と、ᾍδης（古典ギリシャ語再建音：ハデース、現代ギリシャ語転写：アディス）の二つの語彙があり、両語彙とも旧約聖書・新約聖書に使われている。

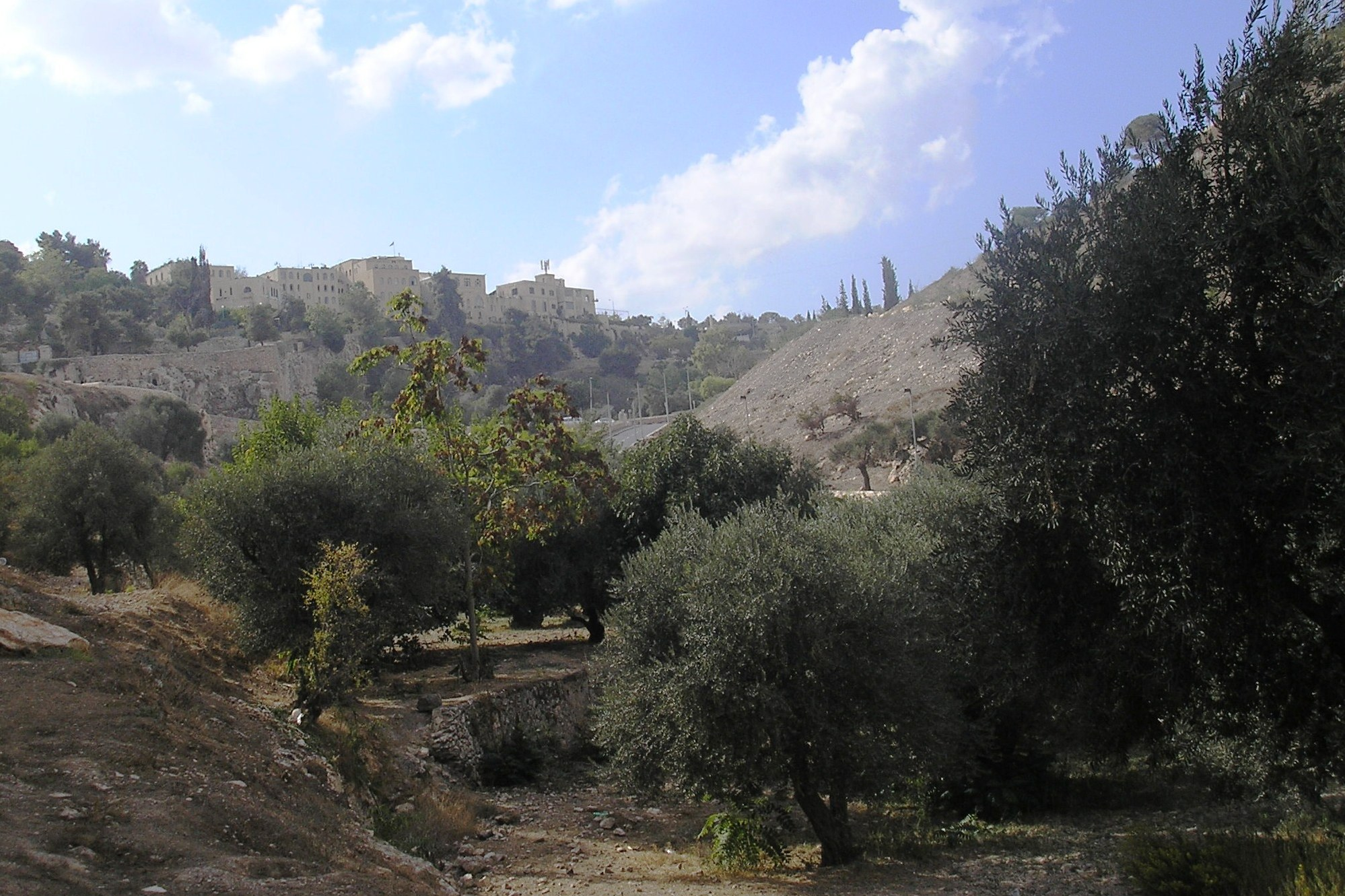
"地獄": ゲヘナの語源となった「ヒンノムの谷」（2007年撮影）

ゲヘンナは原語では「ヒンノムの谷」の意である。この谷ではアハズ王の時代にモロク神に捧げる火祭に際して幼児犠牲が行われたこと、ヨシヤ王の改革で谷が汚されたことがあり、町の汚物の捨て場とされた。このような経緯から、新約聖書ではゲヘンナは「来世の刑罰の場所」として考えられるようになった。一方、ハデースはギリシャ語の「姿なく、おそろしい」の意から派生したもので、ヘブライ語のシェオルに当たる。古代の神話では死者の影が住む地下の王国とされた。
キリスト教内でも地獄に対する捉え方が教派・神学傾向などによって異なり、ゲヘンナとハデースの間には厳然とした区別があるとする見解と、区別は見出すもののそれほど大きな違いとは捉えない見解など、両概念について様々な捉え方がある。
厳然とした区別があるとする見解の一例に拠れば、ゲヘンナは最後の審判の後に神を信じない者が罰せられる場所であるとされる。一方、ハデースは死から最後の審判、復活までの期間だけ死者を受け入れる中立的な場所であるとする。この見解によれば、ハデースは時間的に限定されたものであり、この世の終わりにおける人々の復活の際にはハデースは終焉する。他方、別の捉え方もあり、ハデースは不信仰な者の魂だけが行く場所であり、正しい者の魂は「永遠の住まい」にあってキリストと一つにされるとする。
上述した見解例ほどには大きな違いを見出さない見解からは、ゲエンナ（ゲヘンナ）、アド（ハデース）のいずれも、聖書中にある「外の幽暗」（マタイ22:13）、「火の炉」（マタイ13:50）といった名称の数々と同様に、罪から抜け出さずにこの世を去った霊魂にとって、罪に定められ神の怒りに服する場所である事を表示するものであるとされる。

### 各言語における訳し分け
ギリシャ語から他言語に翻訳するにあたりこの二つの語彙をどのように処理するかについて、二つの語彙を当てて訳し分けるか、それとも同じ語彙を当てるか、いずれかの方策が各種各言語翻訳によって採られる事となっている。
カトリック教会で広く使われたヴルガータ版ラテン語聖書では、Γέεννα に gĕhenna を、ᾍδης に Infernum を当てている。スラヴ系の正教会で広く使われる教会スラヴ語訳聖書では、Γέεννα に Геенна を、ᾍδης に Адъ を当てている。
しかしながら、英語訳である欽定訳聖書ではこのような訳し分けがなされず、いずれも "hell" と訳されている。英語の "hell" の語はかつてギリシャ語のハデス、ヘブライ語のシェオルに対応していたが、17世紀以降にゲヘナをあらわす意味に変化した。

### 日本語訳聖書における訳し分け
日本語訳聖書においては、ギリシャ語における両語彙を訳し分けるものと訳し分けていないものとがあるが、近年のものは訳し分ける傾向にある。日本正教会訳聖書は漢字では訳し分けていないが、ルビを振ることで読みを変えて訳し分けを行っている。
以下の対照表における聖書の並びは、左から翻訳が古い順としてある。以下の対照表に挙げた箇所以外にも、多数の箇所に「地獄」「陰府」が出て来る。
| 日本語訳聖書における訳し分け対照表 |               |                            |            |              |            |            |              |
| ギリシャ語                         | 聖書箇所      | 日本正教会訳聖書           | ラゲ訳聖書 | 大正改訳聖書 | 口語訳聖書 | 新改訳聖書 | 新共同訳聖書 |
| γέεννα                             | マタイ 5:22   | 地獄 （ルビ:「ゲエンナ」） | 地獄       | ゲヘナ       | 地獄       | ゲヘナ     | 地獄         |
| γέεννα                             | マタイ 18:9   | 地獄 （ルビ:「ゲエンナ」） | 地獄       | ゲヘナ       | 地獄       | ゲヘナ     | 地獄         |
| γέεννα                             | マルコ 18:9   | 地獄 （ルビ:「ゲエンナ」） | 地獄       | ゲヘナ       | 地獄       | ゲヘナ     | 地獄         |
| γέεννα                             | ルカ 12:5     | 地獄 （ルビ:「ゲエンナ」） | 地獄       | ゲヘナ       | 地獄       | ゲヘナ     | 地獄         |
| ᾍδης                               | マタイ 11:23  | 地獄 （ルビ:「ぢごく」）   | 地獄       | 黄泉         | 黄泉       | ハデス     | 陰府         |
| ᾍδης                               | ルカ 16:23    | 地獄 （ルビ:「ぢごく」）   | 地獄       | 黄泉         | 黄泉       | ハデス     | 陰府         |
| ᾍδης                               | 使徒行伝 2:31 | 地獄 （ルビ:「ぢごく」）   | 冥府       | 黄泉         | 黄泉       | ハデス     | 陰府         |
| ᾍδης                               | 黙示録 1:18   | 地獄 （ルビ:「ぢごく」）   | 地獄       | 陰府         | 黄泉       | ハデス     | 陰府         |
| ᾍδης                               | 黙示録 20:13  | 地獄 （ルビ:「ぢごく」）   | 冥府       | 陰府         | 黄泉       | ハデス     | 陰府         |

## 聖書箇所
旧約聖書においても新約聖書においても、地獄について記された箇所がある。
新約聖書において地獄に言及される箇所として以下が挙げられる。口語訳聖書からの引用文は斜体としてある。
- ゲヘンナ（地獄、ゲエンナ）
  - マタイによる福音書 5:22「兄弟にむかって愚か者と言う者は、議会に引きわたされるであろう。また、ばか者と言う者は、地獄の火に投げ込まれるであろう。」
  - マタイ 5:29、5:30 - 上記と合わせて山上の垂訓の一部
  - マタイ 10:28、18:9、23:15、23:33
  - マルコによる福音書 9:43 - 9:48
  - ルカによる福音書 12:5「恐るべき者がだれであるか、教えてあげよう。殺したあとで、更に地獄に投げ込む権威のあるかたを恐れなさい。そうだ、あなたがたに言っておくが、そのかたを恐れなさい。」
  - ヤコブの手紙 3:6「舌は火である。不義の世界である。舌は、わたしたちの器官の一つとしてそなえられたものであるが、全身を汚し、生存の車輪を燃やし、自らは地獄の火で焼かれる。 」
- ハデース（黄泉、陰府、地獄、アド）
  - マタイによる福音書 11:23「ああ、カペナウムよ、おまえは天にまで上げられようとでもいうのか。黄泉にまで落されるであろう。」
  - マタイ 16:18
  - ルカによる福音書 10:15、16:23
  - 使徒行伝 2:27
  - 使徒行伝 2:31「キリストの復活をあらかじめ知って、『彼は黄泉に捨ておかれることがなく、またその肉体が朽ち果てることもない』と語ったのである。」
  - ヨハネの黙示録 1:18、6:8
  - ヨハネの黙示録 20:13「海はその中にいる死人を出し、死も黄泉もその中にいる死人を出し、そして、おのおのそのしわざに応じて、さばきを受けた。 」
  - ヨハネの黙示録 20:14「それから、死も黄泉も火の池に投げ込まれた。この火の池が第二の死である。 」

## 西方教会
アタナシオス信条で永遠の地獄を告白している。

### カトリック教会

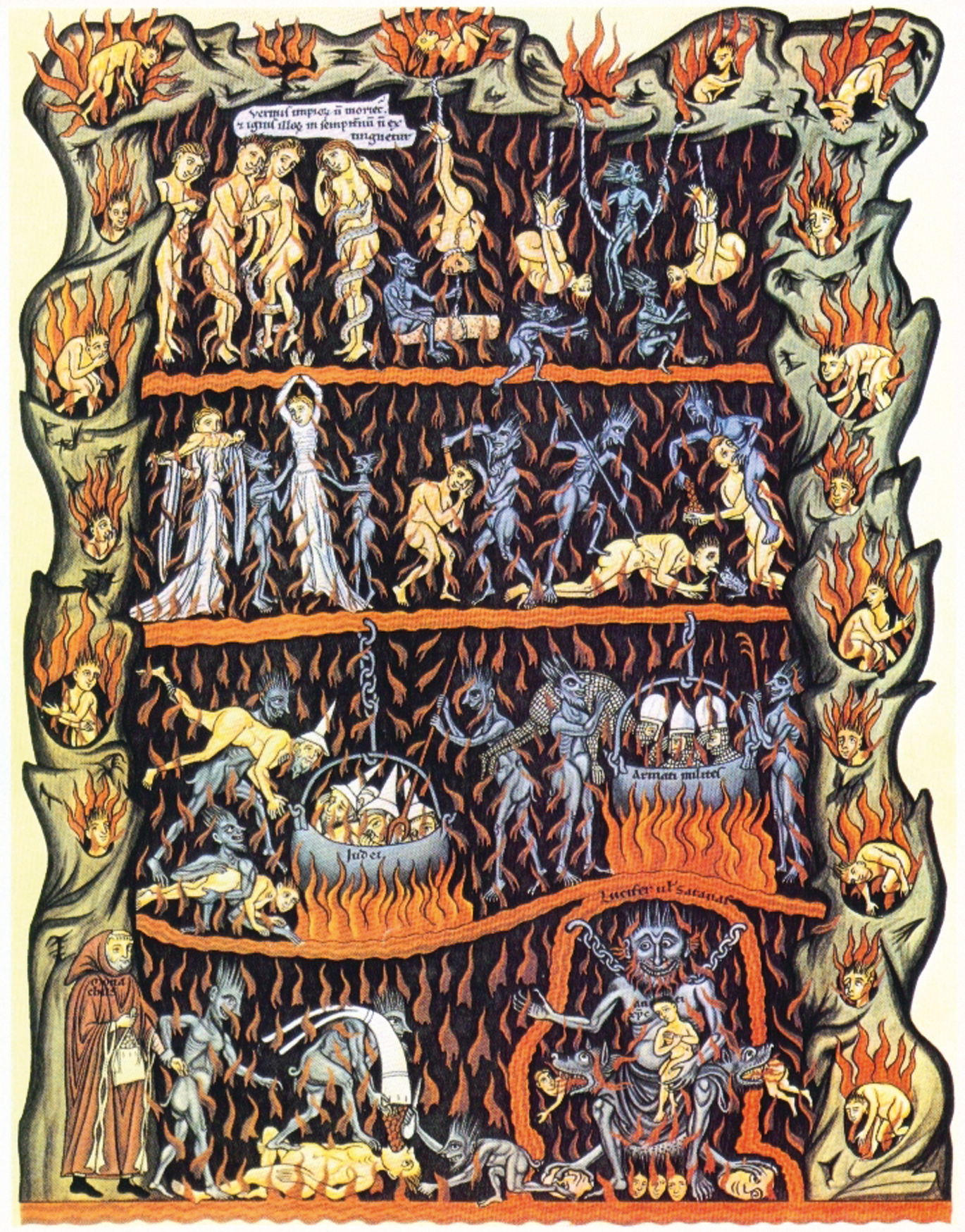
Herrad von Landsbergによる装飾写本形式の百科事典『Hortus Deliciarum』（1180年頃）に掲載されている地獄の絵

カトリック教会では、「痛悔もせず、神の慈愛を受け入れもせず、大罪を犯したまま死ぬことは、わたしたち自身の自由意志による選択によって永遠に神から離れることを意味します。自ら神と至福者たちとの交わりから決定的に離れ去ったこの状態のことを『地獄』と表現する。」と『カトリック教会のカテキズム』に明記して、永遠の地獄の存在と、神との決別の状態が永遠に続くことが地獄の苦しみの中心であると教える。また、『マタイ福音書』25章41節に、イエス・キリストが「永遠の火に入れ。」と言う場面が書かれていることを引用して、「永遠の火」という表現をしている。
里脇浅次郎枢機卿（1904年 - 1996年）は、著書『カトリックの終末論』の中で、オリゲネス（182年? - 251年）以来、地獄の永遠性を否定する思想を唱える者がいたが、正統の立場からは退けられたとしている。また、地獄の苦しみの主なものは火であり、これは単に比喩ではなく地上の火と似ている、と説明する。地上の火が大きな破壊力を持つように、地獄の火も同様で、それ自体が巨大な苦痛を与え、かつ激しい窮乏をもたらす、としている。
アウグスティヌス（354年 - 430年）は、『神の国』において同様のことを書いており、さらに死後の「肉体のない霊が不思議な方法であるにしても、実際に物資的な火であると言えないだろうか。なぜなら人間の霊は、勿論肉体とは違うが、今のところ肉体と結ばれているだけでなく、来世において肉体と解き放つことのできない方法で結ばれるからである」として、火の責め苦の現実性を強調し、また「『火と硫黄の池』とも言われるあのゲヘンナは、物資的な火であり、滅びた人の体を苦しめるだろう。人間も悪魔も苦しめるだろう。人間の場合は物資的な火があるものであり、悪魔の場合は存在物である。人間の体はその霊魂と共に、悪魔の霊は肉体なしに一緒に苦しみを受けるだろう」と公審判後の人と悪魔の受ける苦罰を描写していた。
カトリックの前近代までの地獄観では、新約聖書の記述などから、しばしば極少数のみが救われて天国や煉獄に入り、死者のほとんどは地獄に堕ちてしまう、と解釈されることがあり、歴史上、複数の教皇や聖人が言及してきた。しかし、このような解釈は、現代のカトリック教会ではごく一部の超保守派を除くとほとんど支持されておらず、『カトリック教会のカテキズム』には、地獄に落ちる具体的な人数や割合については書かれていない。教皇ヨハネ・パウロ2世は、「地獄の問題はオリゲネスから始まって、常に思想家達を悩ませてきた」としながら、教会の長として教理上は地獄の存在を肯定せざるを得ないものの、「そこに誰が入っているかは誰一人として分からず、果たしてキリストを裏切ったユダがそこにいるかどうかさえわからない。」と述べたことがある。
誰が地獄に落ちるかについては、『カトリック教会のカテキズム』では「神は、誰一人地獄に予定してはいない。自分の意思で神から離れる態度を持ち続け、死ぬまで変えない人のみが地獄に落ちる。」「教会は『一人も滅びないで皆が悔い改める』（ペトロの手紙二 3章9節より引用）ことを望む神のあわれみを祈願する。」としている。ただし、その一方で「わたしたちは自由意志を以って神を愛することを選ばない限り、神に結ばれることはできません。しかし、神に対し、隣人に対し、あるいは自分に対して大罪を犯すならば、神を愛することはできません。」と警鐘を鳴らし、「兄弟を憎む者は皆、人殺しです。あなたがたの知っているとおり、すべて人殺しには永遠のいのちがとどまっていません。（ヨハネの手紙一 3章15節より引用）」「キリストが戒めておられるように、もし貧しい人や小さい人の大きな困窮を顧みないならば、私たちはキリストから離れることになります。彼らは主の兄弟だからです」としている。また、その教えの意味を「人間が自分の永遠の行く末のことを考えながら自由を用いなければならないという責任遂行の呼びかけと、回心を促す招きでもあります。」と位置づけ、「狭い門から入りなさい。滅びに通じる門は広いが、いのちに通じる門は狭く、その道も細い。それを見出す者は少ない（マタイ福音書 7章13 - 14節）。」と新約聖書のキリストの言葉を引用している。
また、現代では逆に地獄の存在を疑問視する聖職者・神学者もあらわれたが、先述したとおり『カトリック教会のカテキズム』では地獄の存在とその永遠性を明確に示しており、これも否定するかたちになっている。
カトリック文学では、カトリック信徒である14世紀イタリアの詩人ダンテ・アリギエーリは、その大著『神曲』の中で、九圏から成る地獄界を描き、地獄のイメージを決定づけた。シェークスピアのハムレットは告解のない死や、自殺者は地獄に落ちると理解している。ただし、現代のカトリック教会では、自殺は「自らのいのちを守り維持しようとする人間の自然の働きとは相反するもので、生ける神への愛とは正反対のもの」と断罪しながらも地獄に落ちるかどうかは明言しておらず、現実には本人が病的状態など苦しい状態に追い込まれているときには明確な意思が欠けており、引責能力を欠いている場合が多いとして、「自殺した人々の永遠の救いについて、絶望してはなりません。神はご自分だけが知っている方法によって、救いに必要な悔い改めの機会を与えることができるからです。教会は、自殺した人のためにも祈ります。」としている。

### プロテスタント

#### ルーテル教会
アウクスブルク信仰告白で永遠の地獄を確認している。第17条「審判のためキリストが再び来り給うことについて」で、「不敬虔な者や悪魔には限りない苦悩を宣告し給うであろう。」と告白する。

#### 改革派教会
改革派信仰の長老派教会では、永遠の地獄を強く主張し、伝統的に永遠の地獄の存在を認めてきた。ハイデルベルク信仰問答、ドルト信仰基準、ウェストミンスター信仰告白でも、この立場が確認されている。
ウェストミンスター信仰告白32章「人間の死後の状態について、また死人の復活について」で死後どうなるか告白する。悪人の霊魂は死後、大いなる日のさばきまで、「苦悩と徹底的暗黒のうちにありつづける。」
また、正しくない者のからだは、イエス・キリストが再臨してから、「キリストの力によって恥辱によみがえらせられる。」
33章「最後の審判について」で、神がこの日を定めた目的について告白する。「邪悪で不従順な捨てられた者の永遠の刑罰において神の正義の栄光が表されるためである。」「神を知らずイエス・キリストの福音に服さない悪人は、永遠の苦悩に投げ込まれ、主のみ前とみ力の栄光とからの永遠の破滅をもって罰せられるからである。」
霊と肉体の結合の解体が死である。不信者は死後にハデスで苦しみながら最後の裁きを待つ。イエス・キリストが再臨したとき、不信者は神に裁かれるために復活し、永遠の滅びを宣告される。不信者はよみがえった体で、意識をもったまま、永遠に苦しむ。
新生していない者が落ちる地獄について解説し、キリストを信じてこの神の怒りから、迫り来る滅びから、逃れるようにと説教した、ジョナサン・エドワーズの『怒れる神の御手の中にある罪人』が有名。
マーティン・ロイドジョンズは、山上の垂訓にあらわれる「にせ預言者」の特徴の一つに、永遠の刑罰の否定をあげている。
プロテスタント正統主義の歴史的な信仰告白において、罪ゆえにすでに有罪宣告を受けている不信者は、よみで苦しみながらイエス・キリストの再臨を待っているが、恥辱に復活し、恥辱の体と魂が結び付けられ、キリストによる最後の裁きの後、彼ら不信者が永遠の地獄で苦しみを受けると告白している。
根拠とされる聖書箇所は以下の通りである。
- マタイ 5:22 「また、『ばか者。』と言うような者は燃えるゲヘナに投げ込まれます。」（新改訳聖書）
- マルコ 9:48 「地獄では蛆が尽きることも、火が消えることもない。」（新共同訳聖書）

パウロは、イエス・キリストが再臨したとき、神を信じない者、イエスの教えに従わない者が、かぎりなき永遠の刑罰を受けると記している。
- 第二テサロニケ1:7-1:9 「それは、主イエスが炎の中で力ある天使たちを率いて天から現れる時に実現する。その時、主は神を認めない者たちや、わたしたちの主イエスの福音に聞き従わない者たちに報復し、そして、彼らは主のみ顔とその力の栄光から退けられて、永遠の滅びに至る刑罰を受けるであろう。」（口語訳聖書）

黙示録には以下の記述がある。
- 黙示録 20:10 「そして、彼らを惑わした悪魔は火と硫黄との池に投げ込まれた。そこは獣も、にせ預言者もいる所で、彼らは永遠に昼も夜も苦しみを受ける。」（新改訳聖書）
- 黙示録 20:15 「いのちの書に名のしるされていない者はみな、この火の池に投げ込まれた。」（新改訳聖書）
- 黙示録 21:8 「しかし、おくびょうな者、信じない者、忌むべき者、人殺し、姦淫を行う者、まじないをする者、偶像を拝む者、すべて偽りを言う者には、火と硫黄の燃えている池が、彼らの受くべき報いである。これが第二の死である』。」（新改訳聖書）

他教派においても永遠の地獄は否定されてはいないが、プロテスタント正統主義とはニュアンスの差がある（他教派の項目参照）。

## 東方教会

### 正教会

#### 概要
正教会において、自分自身を省みない人々、悪人・罪人が行くところとして、地獄（ゲエンナ・ぢごく）があるとされる。それについて言及される聖書箇所として正教要理に挙げられているのは以下の通りである。
- マトフェイ 5:22、13:50、22:13、マルコ 9:44、ルカ 8:31、16:23、ペトル前書 3:19、フィリップ書 2:10[29]

ただし、正教会において地獄とは、「自ら神を拒絶する状態」であり、神が人間を虐待する場所のようにはとらえない。
これら罪人のために、信者・残された家族はその人が赦され救われるように祈り、聖体礼儀に参加し、神の教えに従って善行を積み重ねるように教えられる。正教要理に示されている聖書箇所は以下の通りである。
- イオアン 14:14、ティモフェイ前書 2:1 、イオアン第一公書 5:16、黙示録 1:18[29]

また、地獄は他人のために用意されたものではなく、自分のために用意されたものである。従ってまず自分が正教徒として痛悔をし、福音の言葉に畏れを以て接し、地獄の永遠の勝利者としてのハリストス（キリスト）のもとにひれ伏し、正教徒としての生活を取り戻すように、また全ての人の復活のために祈るように教えられる。
人を愛する神の姿が、人々を永遠の地獄（後述）に落として懲罰を与える姿とどのように両立するかという問題に対して、シリアのイサアクが回答を与えている。イサアクによれば、神に愛されない人も場所もない。人が悪を選ぶのであれば、その人は自ら神の憐みを失っている。至福の人・義人には神の愛は喜びとなり、ゲエンナ（地獄）に落ちる人々にとっては愛が災禍となって鞭に変わる。このように、神の愛があるかないかの差異が人それぞれにあるのではなく、愛される人々の状態によって神の愛の結果が変わるといったことをイサアクは指摘している。内面の状態の顕現という点で言えば、この世の終末における人々の復活も、存在するものの内面の状態の顕現として顕れるとされており、その事はエジプトのマカリオス（擬マカリオス）や新神学者シメオンの言葉にも表現されている。

#### 地獄は永遠か・全てが救われるのか

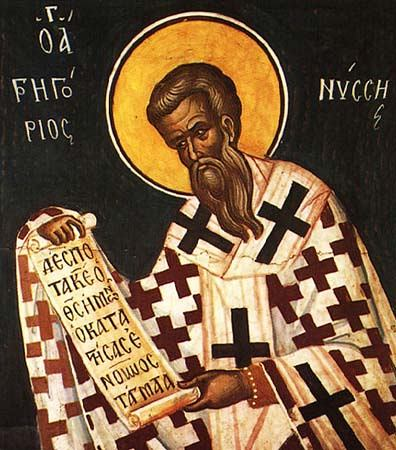
ニッサのグリゴリイ（グレゴリオス）のイコン（14世紀頃）

地獄は永遠であるのかという問題については、ロシア正教会の渉外局長である府主教イラリオン・アルフェエフが、聖大土曜日のカノンの祈祷文と、ニッサのグリゴリイ（グレゴリオス）およびシリアのイサアクの言葉を根拠としつつ、ゲエンナの世界は終わりを迎え、地獄は駆逐されるが、その終末がいつであるかは人の知恵では知りえない機密のうちに隠されているとする。オリゲネス主義者が断罪されたのは、アポカタスタシス（全面復活）思想を合理的に証明し、地獄の苦しみが永遠ではない事を証明しようとしたことによるのであり、これは神慮に属することを思想的投機の対象としてはならないためであったとする。死者のために祈る事の必要性と、神に不可能な事はない事についても、イラリオンは正教要理と同様の聖書の箇所、およびロマ書 9:16とペトル後書 3:9を挙げつつ言及している。イラリオンによれば、正教教理はオリゲネス主義的なアポカタスタシスの理解を避けるが、聖体礼儀および機密体験による全ての人々の救いへの期待は否定しない。
全てが救われるのかという問題については、英国在住の府主教カリストス・ウェアも言及している。カリストスはティモフェイ前書 2:4に示された「全ての人が救われるように」との神の望みが挫折するだろうと考えるべきか、それとも悪魔を含めた一切の知的被造物が救われると考えるべきかという問いを立て次のように述べている。
カリストス・ウェアによれば、オリゲネスは万物救済論を主張して断罪されたが、他方、ニュッサのグレゴリオスは悪魔も救われるとの希望を抱いたものの、オリゲネスよりずっと慎重に語ったために断罪を免れた。このように、制限された形ではあるが、アポカタスシス（万物の回復）は正教の中で一定の位置付けを与えられている。神の被造物に対する究極的な計画は誰にも測り知れない神秘であり、多くを語り過ぎないようにしなければならない。しかし少なくとも以下の二つのことは言える。
1. 神は我々に自由意志を与え、その賜物を決して取上げられない。どんな時でも我々は神に対して「否」ということを選びうる[33]。
2. 私たちが「否」と言ってもなお、神の我々への愛は尽きない[33]。

カリストス・ウェアは、これより先に進んではならないとしている。

#### 地獄のイメージ
ダンテが『神曲』で描いた地獄のイメージや、ミケランジェロによって描かれた『最後の審判』のイメージは正教会では受け入れられていない。
府主教イラリオン・アルフェエフによれば、人が神から離れたことを実感する苦悩のシンボルとして「火」「寒冷」「渇き」「白熱の火炉」「焦熱の湖」などがあるが、西欧中世文学が創作した形象は物質的で粗野なものであり、永遠の苦悩の概念が歪められてしまったとされる。また掌院ソフロニイは、ハリストス（キリスト）は愛であること、最後の審判においてさえ神は人を愛し続けると述べている。ミケランジェロのフレスコ画『最後の審判』に示された神の怒り・裁き・侮辱・決闘応諾等のスコラ的教えは、正教的理解と相容れる点が少ないとされる。

## 霊魂消滅説・絶滅説
罪人が絶滅、消滅するとし、地獄、火の池での永遠の刑罰を否定する教理は霊魂消滅説（絶滅説）と呼ばれる。キリスト教弁証家のアルノビウスが４世紀にこの説を説いたが、一般には受け入れられず、第5ラテラノ総会議(1513年)にて異端とされた。しかし19世紀になって、霊魂不滅を信じる一般的風潮にもかかわらず一部の神学者の間でこの説は受け入れられ、エドワード・ホワイトは著書にてこの説を強調した。
霊魂消滅説をとる主な宗派はキリスト教系の新宗教諸派のセブンスデー・アドベンチスト教会、エホバの証人、キリスト・アデルフィアン派（キリストの兄弟）である。
SDA（セブンスデー・アドベンチスト）教会の教理では、『天国とはどこかと言われる説明はイエスによって説明されるが、地獄についての詳細な説明はない』とする立場、悪人が審判を受ける時までの間、消える事のない火を意味しているとし、永遠の地獄の存在を否定した。旧約聖書の創世記に出ている様に、ソドムとゴモラの話の中に「天から降る硫黄の火にあぶられ、灰になった」とあるが、新約聖書に出てくる「永遠の火に焼かれる」との永遠と言う言葉の解釈に教会の中で意見の差があった。

## 万人救済説
永遠の地獄の存在を否定し、最終的には万人が天国に行くと主張するグループもある。宗教多元主義のジョン・ヒックやジョン・A・T・ロビンソン(英語版)は万人救済説（普遍的救済説）を唱えた。